# Szczelina (geologia)
Szczelina, szczelina skalna, spękania (geol.) - ogólna nazwa wszelkiego rodzaju rozwartych pęknięć w skałach o szerokości od ułamka mm do kilku m. 
Ogólny podział szczelin skalnych:
I.Szczeliny pochodzenia tektonicznego.
II.Szczeliny pochodzenia nietektonicznego.
Ze względu na genezę powstania wyróżniamy szczeliny skalne:
I.Szczeliny tektoniczne – tworzące się wskutek ciśnień zewnętrznych, nacisków i naprężeń w skorupie ziemskiej podczas ruchów górotwórczych.
1. Szczeliny uskokowe – szczelina występująca wzdłuż płaszczyzn uskokowych[2].
2. Szczeliny osuwiskowe – tworzą się na skutek ruchów masowych, osuwisk, zerw itp.
3. Szczeliny odspojeniowe – wewnętrzne szczeliny w skale bez przesunięć, zwana też diaklazami.

II.Szczeliny syngenetyczne – tworzące się wskutek działania sił wewnętrznych w procesie powstawania skały.
1. Szczeliny kontrakcyjne – powstające wskutek kurczenia się np. stygnącej lawy lub wysychającego mułu.
2. Szczeliny ciosowe - występują np. granitach, sięgające nieraz głęboko w skorupę ziemską.

III.Szczeliny wietrzeniowe – powstające wskutek zmian ciśnienia górotworu w efekcie procesów wietrzenia mechanicznego z reguły są to płytkie szczeliny
IV.Szczeliny inicjalne – powstające w wyniku wypłukiwania przez wodę, przepływającą przez spękania skały krasowiejącej powstałe w sposób naturalny. Po poszerzeniu, szczeliny stają się zaczątkami korytarzy. 
V.Szczeliny sztuczne – powstające przy robotach strzałowych.
Ze względu na możliwość gromadzenia i przewodzenia wód podziemnych oraz działanie sił międzycząsteczkowych wyróżniamy szczeliny:
1. nadkapilarne – większe od 0,254 mm.
2. kapilarne – o szerokości 0,2540,0001 mm.
3. subkapilarne – mniejsze od 0,0001 mm.

Szczeliny mają niekorzystny wpływ na odporność jednolitych skał, stanowią tzw. słabe strefy, wzdłuż których postępuje degradacja skały.